# Convento di San Domenico (Estella)
Il convento di San Domenico, in spagnolo convento de Santo Domingo, è stato un convento a Estella nella comunità autonoma di Navarra sul Camino Francés, uno dei rami del Cammino di Santiago di Compostela. Il convento si trova sul sito originariamente occupato da una sinagoga e risale al XIII secolo.

## Storia

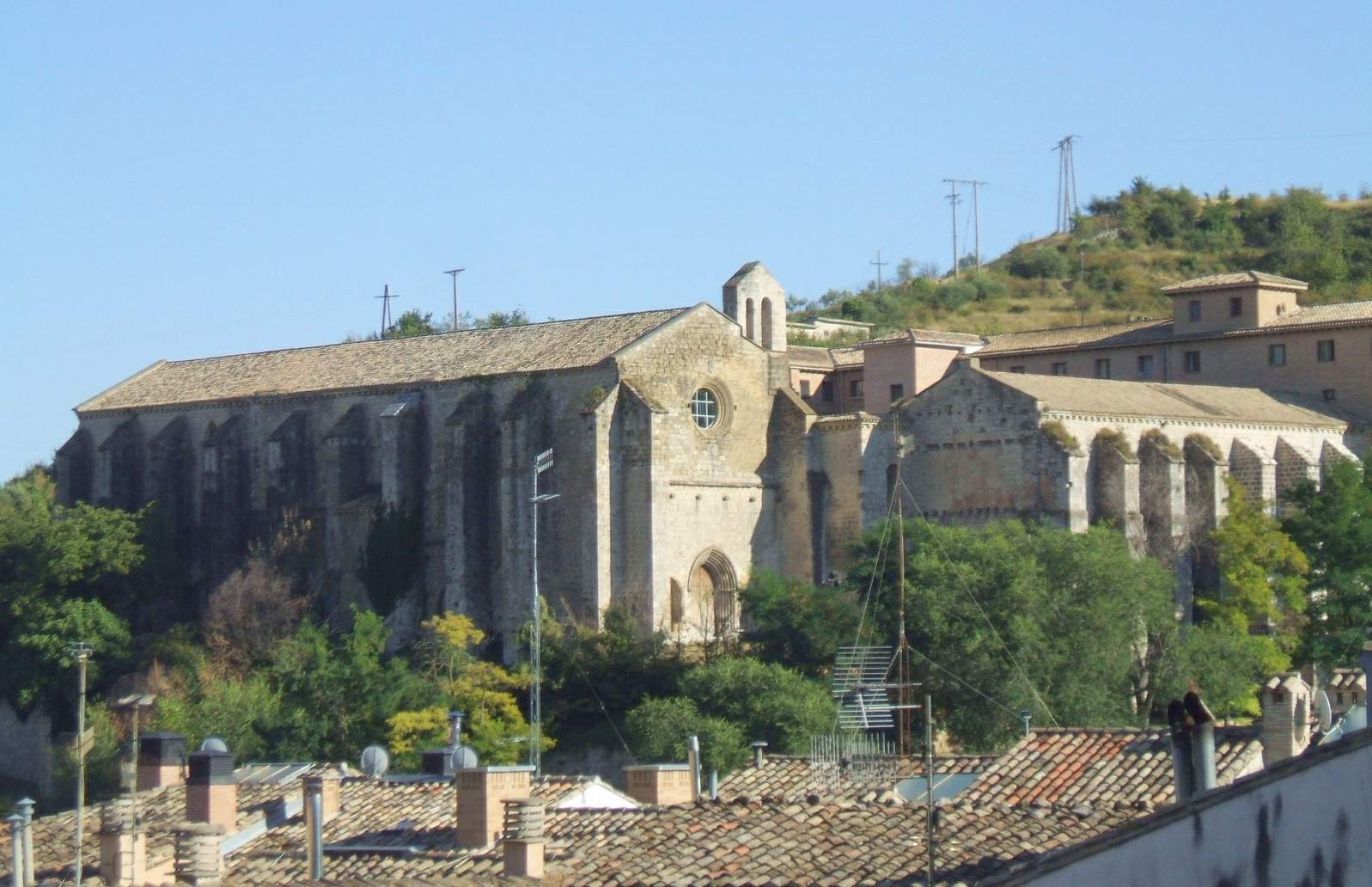
Complesso del convento

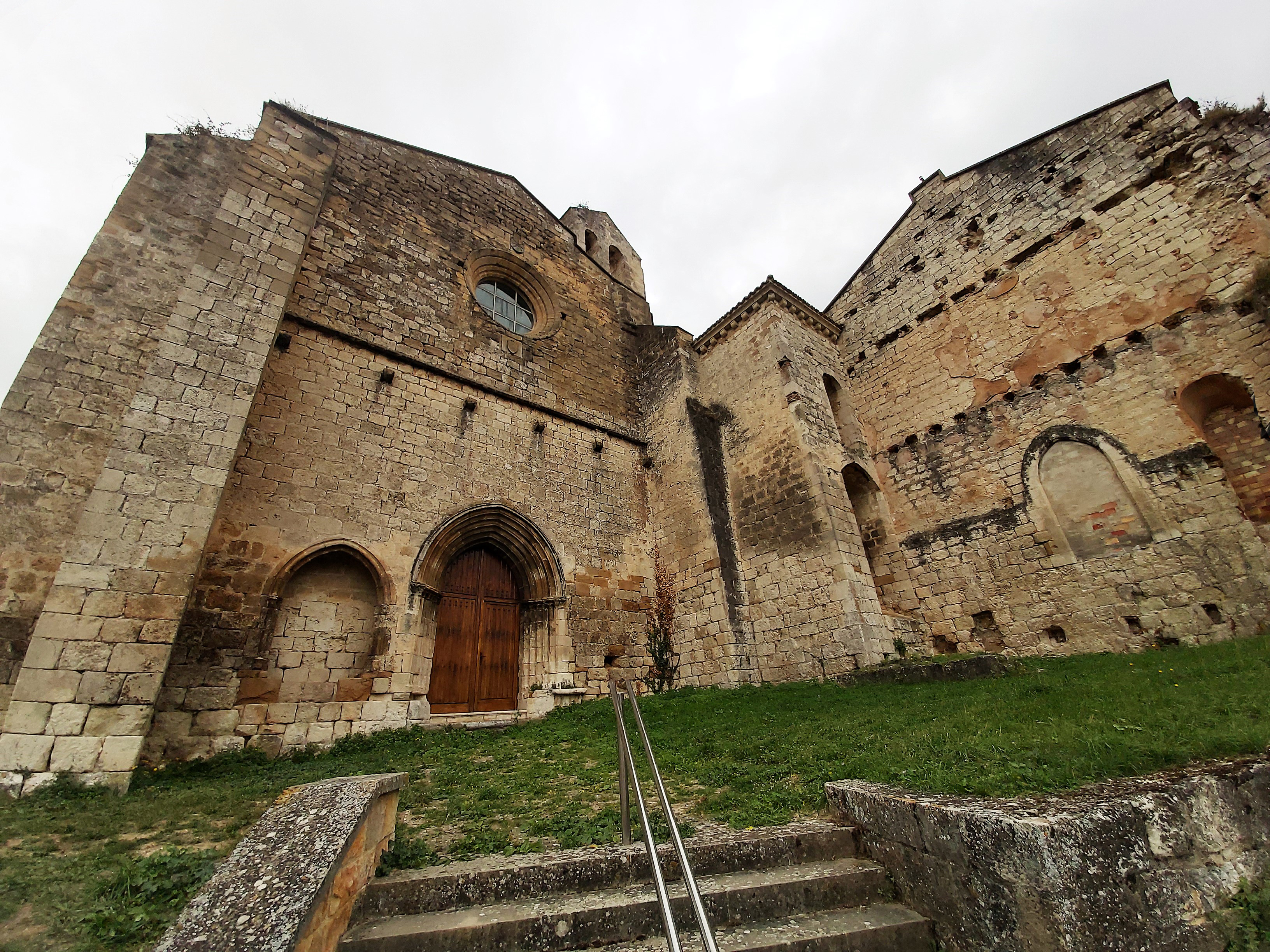
Facciata principale

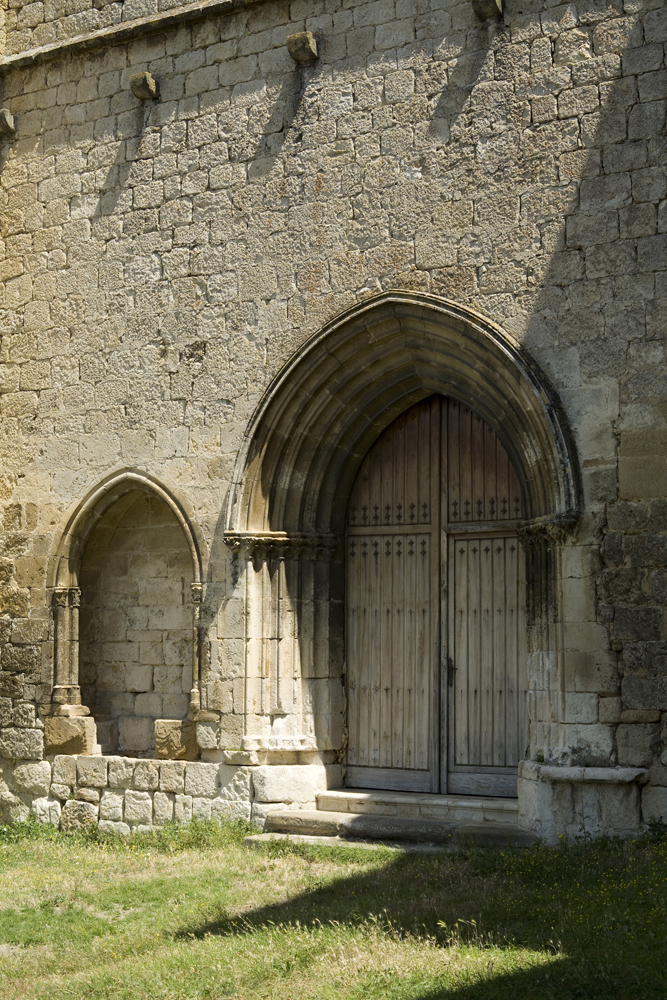
Portale sulla facciata caratterizzato dall'arco a sesto acuto nella cornice strombata

La fondazione del convento venne richiesta dal re di Navarra Tebaldo II e fu autorizzata da papa Alessandro IV e dai domenicani ai quali sarebbe stato affidato. Il re mise a disposizione la somma necessaria alla costruzione, da realizzarsi sul sito di una precedente sinagoga ebraica, e il cantiere venne aperto nel 1260 e chiuso quattro anni dopo. Carlo III di Navarra, con l'intento di creare una residenza reale nel convento, vi fece fare lavori nella prima metà del XV secolo. La decadenza iniziò con i primi anni del XIX secolo a causa delle guerre che coinvolsero la Navarra sino ad arrivare alla confisca del 1839. Dell'antico grande edificio caduto in rovina rimasero solo le mura e si pensò al suo abbattimento per costruire al suo posto una caserma, poi tale progetto non venne realizzato. Nel 1962 vi fu un intervento di recupero e restauro, pochi anni dopo una piccola comunità di domenicani vi fece ritorno ma in seguito si decise di utilizzare la struttura come residenza per anziani.

## Descrizione
Il complesso dell'antico convento si trova nell'ex quartiere ebraico di Estella in calle Elgacena, zona meridionale dell'abitato. Alla sua destra si trova la chiesa di Santa Maria Jus del Castillo e alla sua sinistra la chiesa del Santo Sepolcro. La sua facciata principale in stile gotico è caratterizzata dal portale con arco a sesto acuto in cornice strombata sormontato in asse dal grande rosone e affiancato sulla sinistra da una grande finestra cieca pure questa ogivale. Dalla seconda metà del XX secolo, dopo il suo restauro, viene utilizzato come residenza per anziani.